# Qin (okres Zhou)
Qin (854 p.n.e. – 207 p.n.e.)  – chińskie państwo w Okresie Wiosen i Jesieni oraz Okresie Walczących Królestw. Wzrost potęgi państwa Qin wiąże się z legistycznymi w duchu reformami, wprowadzonymi w życie przez wpływowego męża stanu Shang Yanga. Dokonał on terytorialnego podziału administracji (w miejsce klanowego), wprowadził system odpowiedzialności zbiorowej i surowe kary (donoszenie było przymusowe), dbał o wojsko i chłopów, głównie kosztem kupców i artystów. Zniesiono system studnia-pole, czyniąc podatek ziemski głównym źródłem dochodu państwa. W 221 r. p.n.e. stojący na czele państwa Qin król Zheng zakończył brutalny i bezkompromisowy podbój pozostałych sześciu państw i ogłosił się Pierwszym Cesarzem. Dał w ten sposób początek pierwszej w Cesarstwie Chińskim Dynastii Qin. Rodowe nazwisko rodziny królewskiej w państwie Qin brzmiało Ying (嬴).

## Władcy Qin
1. Qin Zhong (秦仲), 854 p.n.e. - 822 p.n.e.
2. Zhuang (莊公), 822 p.n.e. - 778 p.n.e.
3. Xiang (襄公), 778 p.n.e. - 766 p.n.e.
4. Wen (文公)
5. Ning (寧公)
6. Wu (武公)
7. De (德公)
8. Xuan (宣公)
9. Cheng (成公)
10. Duke Mu (穆公)
11. Kang (康公) : Ying Ying (罃)
12. Gong (共公): Ying Dao (稻)
13. Huan (桓公): Ying Rong (榮)
14. Jing (景公): Ying Hou (後)
15. Ai (哀公)
16. Hui I (惠公)
17. Dao (悼公)
18. Li (厲公): Ying Ci (刺)
19. Zao (躁公)
20. Huai (懷公)
21. Ling (靈公): Ying Su (肅)
22. Jian (簡公): Ying Daozi (悼子)
23. Hui II (惠公)
24. Chu (出公)
25. Xian (獻公): Ying Shiti (師隰)
26. Xiao (孝公)
27. Huiwen (惠文王), 338 p.n.e. - 311 p.n.e.: Ying Si (嬴駟)
28. Wu (武王), 311 p.n.e. - 306 p.n.e.: Ying Dang (蕩)
29. Zhaoxiang (昭襄王), 306 p.n.e. - 250 p.n.e.: Ying Ze (则)
30. Xiaowen (孝文王), 250 p.n.e.: Ying Zhu (柱)
31. Zhuangxiang (荘襄王), 250 p.n.e. - 246 p.n.e.: Ying Zichu (子楚)
32. Qin Shi Huang (秦始皇), 246 p.n.e. - 210 p.n.e.: Ying Zheng (政)
33. Qin Er Shi, 210 p.n.e. - 207 p.n.e.: Ying Huhai (胡亥)
34. Ziying (子嬰), 207 p.n.e.